# Zhang Jiaqi
Zhang Jiaqi (張佳祺T, 张佳祺S, Zhāng JiāqíP; Shenyang, 9 dicembre 1991) è un calciatore cinese, centrocampista del Shenzhen Xin Pengcheng.